# Tereza Němcová
Tereza Vlk Němcová (* 11. Februar 1987 in Vimperk als Tereza Huříková) ist eine ehemalige tschechische Radrennfahrerin, die vorrangig im Cross-Country aktiv war.

## Werdegang
Mit zwölf Jahren absolvierte Němcova ihre ersten Mountainbike-Rennen in der Vimperker Mountainbike-Liga und im Tschechischen Pokal. Im Jahr 2000 wurde sie in das neu gegründete Jugendsportzentrum des Tschechischen Radsportverbandes in Vimperk aufgenommen. In den Folgejahren wurde sie mehrfache nationale Meisterin im Nachwuchsbereich.
Als Juniorin gewann sie mehrere Medaillen im Cross-Country (XCO) bei den UCI-Mountainbike-Weltmeisterschaften und UEC-Mountainbike-Europameisterschaften, 2006 wurde sie Junioren-Weltmeisterin. Parallel dazu versuchte sie sich auf der Straße und war insbesondere im Einzelzeitfahren erfolgreich: 2004 wurde sie bei den UCI-Straßen-Weltmeisterschaften Junioren-Weltmeisterin und 2005 noch einmal Vize-Weltmeisterin.
Auch in der U23 stand Němcová von 2006 bis 2008 erneut auf dem Podium der Europameisterschaften im Cross-Country. Im UCI-Mountainbike-Weltcup erreichte sie mehrfach Platzierungen unter den Top 10, in der Saison 2008 hatte sie mit Platz 8 ihr bestes Ergebnis in der Weltcup-Gesamtwertung. Nach dem Wechsel in die Elite konnte sie im XCO nicht mehr an ihre bisherigen Leistungen anknüpfen.
Němcová nahm an den Olympischen Sommerspielen 2008 im Cross-Country teil, beendete das Rennen jedoch nicht. Ihre größten internationalen Erfolge erzielte sie im Jahr 2014, als sie an den Weltmeisterschaften und Europameisterschaften im Mountainbike-Marathon (XCM) teilnahm und Europameisterin sowie Dritte der Weltmeisterschaften wurde.
Zu Beginn der Saison 2017 wurde bei Němcova die wenig bekannte „Radsportkrankheit“ Endofibrose (Stenose der Beckenarterie) diagnostiziert. Im Mai wurde sie erfolgreich operiert, kehrte jedoch nach der Operation nicht zum Wettkampfsport zurück.

## Familie
Im Oktober 2015 heiratete Němcová ihren langjährigen Freund, Physiotherapeuten und Manager Pavel Němec und nahm dessen Nachnamen an.

## Erfolge

### Mountainbike
| 2003 - Europameisterschaften (Junioren) – Cross-Contry XCO 2004 - Weltmeisterschaften (Junioren) – Cross-Contry XCO - Europameisterschaften (Junioren) – Cross-Contry XCO 2005 - Weltmeisterin (Junioren) – Cross-Contry XCO 2006 - Europameisterschaften (U23) – Cross-Contry XCO - Tschechische Meisterin – Cross-Contry XCO 2007 - Europameisterschaften (U23) – Cross-Contry XCO 2008 - Europameisterschaften (U23) – Cross-Contry XCO 2009 - Tschechische Meisterin – Cross-Contry XCO | 2010 - Europameisterschaften (U23) – Staffel XCR 2011 - Tschechische Meisterin – Cross-Contry XCO 2012 - Tschechische Meisterin – Cross-Contry XCO - Ötztaler Mountainbike Festival (HC) 2013 - Tschechische Meisterin – Cross-Contry XCO 2014 - Weltmeisterschaften – Marathon XCM - Europameisterin – Marathon XCM 2015 - Tschechische Meisterin – Marathon XCM 2016 - Tschechische Meisterin – Marathon XCM |

### Straße
2004
- Weltmeisterin (Junioren) – Einzelzeitfahren

2005
- Weltmeisterschaften (Junioren) – Einzelzeitfahren

2007
- Tschechische Meisterin – Einzelzeitfahren

2009
- Tschechische Meisterin – Einzelzeitfahren